# Cartoon Cartoons
Cartoon Cartoons zijn de humoristische tekenfilms van Cartoon Network Studios van 1996 tot en met 2002. Veel Cartoon Cartoons eindigden pas na 2002. Deze programma's werden destijds uitgezonden tijdens de Cartoon Cartoon Fridays.
Whatever Happened to… Robot Jones? is de enige Cartoon Cartoon die nooit is uitgezonden door de Nederlandse Cartoon Network. Sommige series kwamen eerst in het Engels met Nederlandse ondertiteling. Sinds 2000 worden de tekenfilms uitgezonden met Nederlandse nasynchronisatie. De laatste drie Cartoons Cartoons die de zender in Nederland uitzond, The Powerpuff Girls, Cow and Chicken en Dexter's Laboratory waren tot 10 mei 2015 nog te zien in herhalingen.

## Lijst van Cartoon Cartoons
| #  | Titel                                | Jaartallen | Aantal seizoenen | Overige zenders        |
| -- | ------------------------------------ | ---------- | ---------------- | ---------------------- |
| 1  | Dexter's Laboratory                  | 1996-2003  | 4                | VTM, VT4, RTL 4, Yorin |
| 2  | Johnny Bravo                         | 1997-2004  | 4                | Yorin                  |
| 3  | Cow and Chicken                      | 1997-1999  | 4                | VTM, VT4, Yorin        |
| 4  | I Am Weasel                          | 1997-2000  | 5                | VTM, VT4, Yorin        |
| 5  | The Powerpuff Girls                  | 1998-2005  | 6                | VTM, VT4, Yorin        |
| 6  | Ed, Edd n Eddy                       | 1999-2009  | 6                | VT4, Yorin             |
| 7  | Mike, Lu & Og                        | 1999-2000  | 2                |                        |
| 8  | Courage The Cowardly Dog             | 1999-2002  | 4                | VT4, Yorin             |
| 9  | Sheep in the Big City                | 2000-2002  | 2                |                        |
| 10 | Time Squad                           | 2001-2003  | 2                |                        |
| 11 | Grim & Evil                          | 2001-2002  | 1                | VT4, Yorin             |
| 12 | The Grim Adventures of Billy & Mandy | 2001-2007  | 7                |                        |
| 13 | Evil Con Carne                       | 2001-2004  | 2                |                        |
| 14 | Whatever Happened to... Robot Jones? | 2002-2003  | 2                |                        |
| 15 | Codename: Kids Next Door             | 2002-2008  | 6                | VT4                    |

Programma’s die debuteerden na 2002 zijn geen Cartoon Cartoon.
Grim & Evil werd later opgesplitst in The Grim Adventures of Billy & Mandy en Evil Con Carne.